# (36176) 1999 SR9
1999 SR9 (asteroide 36176) é um asteroide da cintura principal. Possui uma excentricidade de 0.22584160 e uma inclinação de 5.86387º.
Este asteroide foi descoberto no dia 29 de setembro de 1999 por Korado Korlević em Visnjan.